# بافي قاتلة مصاصي الدماء (فلم)
بافي قاتلة مصاصي الدماء (بالإنجليزية: Buffy the Vampire Slayer) هو فيلم رعب تم إنتاجه في الولايات المتحدة وصدر في سنة 1992. من بطولة دونالد سثرلاند وراتغر هاور وهيلاري سوانك.

## الميزانية والإيرادات
بلغت تكلفة إنتاج الفيلم حوالي 7 ملايين دولار بينما حقق إيرادات تقدر بـ 16624456 دولار.

## وصلات خارجية
- مقالات تستعمل روابط فنية بلا صلة مع ويكي بيانات